# راگنی بیرگ
راگنی بیرگ (به لاتین: Rigny Bjerg) یک کوه در گرینلند است که در سرمرسوک واقع شده‌است. راگنی بیرگ ۲٬۷۳۴ متر بالاتر از سطح دریا واقع شده‌است.